# Uniwersytet Kolumbii Brytyjskiej
Uniwersytet Kolumbii Brytyjskiej (ang. University of British Columbia) – kanadyjski uniwersytet publiczny w prowincji Kolumbia Brytyjska, z kampusami w Vancouverze i Kelownie. Założony aktem prawnym w 1908, przyjął pierwszych studentów w 1915.
W roku akademickim 2017/2018 studiowało na nim około 64 tysięcy studentów (ponad 54 tysiące w Vancouverze i ponad 9 tysięcy w Kelownie).
Uczelnia jest właścicielem Wielkiego Teleskopu Zenitalnego.